# Brachystegia angustistipulata
Brachystegia angustistipulata De Wild., 1913 è una pianta appartenente alla famiglia delle Fabacee (sottofamiglia Detarioideae).

## Distribuzione e habitat
Africa (Tanzania, Repubblica Democratica del Congo)

## Tassonomia

### Ibridi
Può dare luogo ai seguenti ibridi:
- Brachystegia × welwitschii Taub., 1894  (B. boehmii × B. longifolia)[5]

## Conservazione
La Lista rossa IUCN classifica Brachystegia angustistipulata come specie vulnerabile.